# Eleições estaduais no Rio de Janeiro em 2014
As eleições estaduais do Rio de Janeiro  em 2014 foram realizadas em 5 de outubro (1º turno) e 26 de outubro (2º turno), como parte das eleições gerais no Brasil. Os eleitores aptos a votar escolheram o Presidente da República, Governador do Estado e um Senador da República, além de 46 deputados federais e 70 deputados estaduais. Como nenhum dos candidatos a governador obteve mais da metade dos votos válidos no primeiro turno, um segundo turno foi realizado.
O processo eleitoral de 2014 foi marcado pela sucessão para o cargo ocupado pelo governador vigente Luiz Fernando Pezão, do PMDB, que assumiu o cargo em 4 de abril após a renúncia do titular Sérgio Cabral Filho, que havia anunciado sua pré-candidatura ao Senado, desistindo posteriormente. Os candidatos ao Palácio Guanabara foram: Anthony Garotinho (PR), Dayse Oliveira (PSTU), Lindberg Farias (PT), Luiz Fernando Pezão (PMDB), Marcelo Crivella (PRB), Ney Nunes (PCB) e Tarcísio Motta (PSOL).
O governador Luiz Fernando Pezão venceu com 40,57% dos votos válidos, mas não foi suficiente para se eleger em primeiro turno, indo para o segundo turno, onde enfrentou o segundo colocado Marcelo Crivella, que obteve 20,67% dos votos válidos na primeira votação, ficando a frente do ex-governador e deputado federal Anthony Garotinho, que obteve 19,73%, ficando na terceira colocação.
No Senado, o ex-futebolista Romário Faria (PSB) foi eleito com 63,43% dos votos válidos, obtendo a maior votação para senador na história do estado (4.683.369 votos). Em segundo lugar, ficou o ex-prefeito do Rio de Janeiro, Cesar Maia (DEM), com 20,51%.
No segundo turno, foi eleito o atual governador Luiz Fernando Pezão, com 55,78% dos votos válidos contra 44,22% do então senador Marcelo Crivella. Pezão recebeu 4.343.298 votos.

## Regras

### Governador e Vice-governador
No geral, as regras para as eleições presidenciais também se aplicam às estaduais. Isto é, as eleições possuem dois turnos e se nenhum dos candidatos alcança maioria absoluta dos votos válidos, um segundo turno entre os dois mais votados acontece. Todos os candidatos com cargos executivos devem renunciar até 5 de abril, para poderem disputar.

### Senador
Conforme rodízio previsto para as eleições ao Senado, em 2014,  será disputada apenas uma vaga por estado com mandato de 8 anos. O candidato mais votado é eleito, não havendo segundo turno para as eleições legislativas.

## Candidatos a governador
Pezão (PMDB): Luiz Fernando de Souza, conhecido como Pezão, foi vereador e prefeito de Piraí por dois mandatos (1997-2000 e 2001-2004) e foi secretário de estado durante o governo de Rosinha. Em 2006 é eleito vice-governador do estado, assumindo no ano seguinte, também acumulando o cargo de Secretário de Obras durante o governo de Sérgio Cabral. Com a renúncia de Cabral em abril de 2014, assumiu o governo do estado. É candidato à reeleição pela coligação O Rio em Primeiro Lugar, encabeçada pelo PMDB e tem como vice o senador Francisco Dornelles (PP).
Marcelo Crivella (PRB): Bispo licenciado da Igreja Universal do Reino de Deus, Crivella foi eleito senador em 2002, assumindo em 2003. Durante o mandato, assumiu o ministério da pesca em 2012. Crivella concorreu duas vezes à prefeitura do Rio - em 2004 e 2008 - e disputa o governo do estado pela segunda vez, sendo a primeira em 2006, quando ficou de fora do segundo turno. No segundo turno de 2014, obteve apoio de Garotinho e Lindbergh Farias contra Pezão.
Anthony Garotinho (PR): Ex-prefeito de Campos dos Goytacazes por dois mandatos, Garotinho foi governador do estado entre 1999 e 2002. Ainda em 2002 foi candidato à presidência da república, ficando na terceira colocação. Em 2010 foi eleito deputado federal com a maior votação do estado do Rio de Janeiro. Tentará a volta ao Palácio Guanabara pela Aliança Republicana e Trabalhista, formada por PR, PTdoB e PROS e terá como vice em sua chapa o vereador e major do Corpo de Bombeiros Márcio Garcia, que foi um dos presos em 2011 devido à invasão do quartel general da corporação em protesto por melhores salários.
Lindberg Farias (PT): Ex-líder estudantil durante o movimento Fora Collor, Lindberg foi deputado federal e prefeito de Nova Iguaçu por dois mandatos consecutivos. Em 2010 deixou a prefeitura de Nova Iguaçu para ser candidato a senador, sendo eleito com a maior votação da história. É candidato pela Frente Popular formada por PT, PSB, PCdoB e PV e tem como vice na chapa Roberto Rocco (PV).
Tarcísio Motta (PSOL): Em candidatura própria, o partido decidiu por lançar o nome de Tarcísio Motta para a corrida ao Palácio Guanabara, Tarcísio é professor de história do Colégio Pedro II e tem como candidato a vice o vigilante José Renato Gomes, conhecido como Renatão do Quilombo.
Dayse Oliveira (PSTU): O partido lança a candidatura da professora da rede estadual e militante socialista e do movimento negro no Rio de Janeiro Dayse Oliveira, ela foi candidata à vice-presidente em 2002, ao senado em 2006, e a prefeitura de São Gonçalo por duas vezes, será a única mulher a disputar a corrida ao Palácio Guanabara.
Ney Nunes (PCB): Novamente lançando candidatura própria, o PCB indicou o nome do Ney Nunes, bancário que trabalha há dez anos no Banco do Brasil, sua história na militância política se iniciou ainda nos tempos da Ditadura Militar. Em 1976/77 participou da reconstrução do movimento estudantil e das primeiras manifestações pela Anistia. No ano de 1978 começa a trabalhar na LIGHT e se dedica a militância sindical, em 1984 ajudou a organizar a primeira greve dos eletricitários no Rio de Janeiro depois do golpe de 64. Foi delegado no Congresso de fundação da CUT em 1983 e integrou sua primeira diretoria no Rio de Janeiro no ano de 1986. Após a eleição de Lula (2002), rompe com a CUT por discordar do seu atrelamento ao governo e sua política de conciliação de classes. Ney Nunes graduou-se em História pela UERJ.
| Candidato(a) a governador(a) | Candidato(a) a governador(a) | Candidato(a) a governador(a) | Candidato(a) a vice-governador(a) | Número | Coligação/Partido                                                                                                   | Tempo de horário eleitoral |
| ---------------------------- | ---------------------------- | ---------------------------- | --------------------------------- | ------ | --- | -------------------------- |
|                              |                              | Anthony Garotinho PR         | Márcio Garcia PR                  | 22     | Aliança Republicana e Trabalhista (PR, PROS, PTdoB)                                                                 | 2'17                       |
|                              |                              | Dayse Oliveira PSTU          | Marília Macedo PSTU               | 16     | PSTU (sem coligação)                                                                                                | 0'57                       |
|                              |                              | Lindbergh Farias PT          | Roberto Rocco PV                  | 13     | Frente Popular (PT, PV, PSB, PCdoB)                                                                                 | 4'38                       |
|                              |                              | Luiz Fernando Pezão PMDB     | Francisco Dornelles PP            | 15     | O Rio em 1° Lugar (PMDB, PP, PSD, PSDB, DEM, PTB, SD, PSC, PPS, PEN, PHS, PMN, PRP, PSDC, PSL, PTC, PTN, PRTB, PPL) | 8'57                       |
|                              |                              | Marcelo Crivella PRB         | General Abreu PRB                 | 10     | PRB (sem coligação)                                                                                                 | 1'09                       |
|                              |                              | Ney Nunes PCB                | Heitor César PCB                  | 21     | PCB (sem coligação)                                                                                                 | 0'57                       |
|                              |                              | Tarcísio Motta PSOL          | Renatão do Quilombo PSOL          | 50     | PSOL (sem coligação)                                                                                                | 1'01                       |

## Candidatos a senador
Romário (PSB): Coligado com a chapa de Lindberg Farias, o ex-jogador e atual deputado federal Romário é o candidato ao Senado pelo PSB.
César Maia (DEM): Coligado com a chapa de Pezão, o economista César Maia é candidato ao senado pelo DEM. César foi Secretário de Fazenda do Governo Brizola e prefeito da cidade do Rio de Janeiro por três mandatos (1993-1996, 2001-2004 e 2005-2008). Atualmente é vereador e vice-presidente da International Democrata de Centro. Concorreu ao Governo do Estado em 1998 e ao Senado em 2010, sendo derrotado em ambas.
Carlos Lupi (PDT): Após romper com a chapa do PMDB por ter perdido a vaga para o candidato a vice-governador, que seria Felipe Peixoto, e não declarar apoio a nenhum outro candidato, o PDT lança em chapa própria o ex-ministro do trabalho Carlos Lupi como candidato ao Senado.
Líliam Sá (PROS): Coligado com Garotinho, o PROS lançou chapa para a disputa do senado, inicialmente o candidato do partido seria Hugo Leal, que acabou desistindo para disputar a reeleição para a Câmara dos Deputados, o partido decidiu por lançar a candidatura da deputada federal Líliam Sá.
Sebastião Neves (PRB): Com a candidatura de Marcelo Crivella ao governo do Rio, o partido lança a candidatura do diplomata Sebastião Neves ao Senado.
Pedro Rosa (PSOL): O PSOL oficializou a candidatura do sindicalista paraense Pedro Rosa. Formado em Geografia, é servidor público da Universidade Federal Fluminense (UFF) e dirigente do Sindicato dos Trabalhadores em Educação da UFF (SINTUFF). Compõe a Corrente Socialista dos Trabalhadores (CST), tendência radical do PSOL, que defende um programa que reflita as demandas das manifestações nacionais de 2013 e de várias greves de 2014 (muitas dessas tiveram sua participação como apoiador).
Eduardo Serra (PCB): Com a candidatura de Ney Nunes ao governo fluminense, o partido lança o nome de Eduardo Serra ao Senado, professor de Engenharia Naval e Ambiental e militante do PCB desde os anos 70. Eduardo já foi candidato a Prefeito e Governador do Rio pelo partido em 2008 e 2010, respectivamente.
Heitor Fernandes (PSTU): Com a candidatura de Dayse Oliveira ao governo do estado, o partido lança a candidatura de Heitor Fernandes, que é servidor dos correios. Heitor já foi três vezes candidato a Prefeitura de Niterói e candidato ao senado em 2010.
| Candidato(a) a senador | Candidato(a) a senador | Candidato(a) a senador        | Candidatos a suplente                                                | Número | Coligação/Partido                                                                                                   | Tempo de Horário Eleitoral |
| ---------------------- | ---------------------- | ----------------------------- | -------------------------------------------------------------------- | ------ | --- | -------------------------- |
|                        |                        | Carlos Lupi PDT               | 1º: Sheila Gama (PDT) 2º: Arildo Teles (PDT)                         | 123    | PDT (sem coligação)                                                                                                 | 0'36                       |
|                        |                        | Cesar Maia DEM                | 1º: Ronaldo Cezar Coelho (PSD) 2º: Jorge Coutinho (PMDB)             | 255    | O Rio em 1° Lugar (PMDB, PP, PSD, PSDB, DEM, PTB, SD, PSC, PPS, PEN, PHS, PMN, PRP, PSDC, PSL, PTC, PTN, PRTB, PPL) | 4'18                       |
|                        |                        | Eduardo Serra PCB             | 1º: Paulo Oliveira (PCB) 2º: Reis Filho (PCB)                        | 211    | PCB (sem coligação)                                                                                                 | 0'25                       |
|                        |                        | Heitor Fernandes PSTU         | 1º: Vânia Gobetti (PSTU) 2º: Lauson Regis (PSTU)                     | 161    | PSTU (sem coligação)                                                                                                | 0'25                       |
|                        |                        | Líliam Sá PROS                | 1º: Comandante Norberto (PROS) 2º: Fernando Willian Ferreira (PTdoB) | 901    | Aliança Republicana e Trabalhista (PR, PROS, PTdoB)                                                                 | 1'03                       |
|                        |                        | Romário PSB                   | 1º: João Batista Lemos (PCdoB) 2º: Vivaldo Barbosa (PSB)             | 400    | Frente Popular (PT, PV, PSB, PCdoB)                                                                                 | 2'12                       |
|                        |                        | Diplomata Sebasitão Neves PRB | 1º: Coronel Amêndola (PRB) 2º: Leide (PRB)                           | 100    | PRB (sem coligação)                                                                                                 | 0'31                       |
|                        |                        | Pedro Rosa PSOL               | 1º: Ana Carvalhaes (PSOL) 2º: Nascimento Bombeiro (PSOL)             | 500    | PSOL (sem coligação)                                                                                                | 0'27                       |

## Coligações para os cargos Legislativos

### Coligações para candidatos a Deputado Estadual
- PR/PROS
- Juntos pelo Trabalhismo (PTB/PTN)
- Em defesa da família (PSC/PTC)
- Pacto pelo Rio de Janeiro e o Brasil (PSDB/DEM/PPS)
- Unidos pela Família (PSDC/PMN)
- Para Melhorar Tem que Mudar (PRTB/PPL)
- PRB, PP, PDT, PT, PMDB, PSTU, PSL, PCB, PHS, PSB, PV, PRP, PSOL, PEN, PSD, PCdoB, PTdoB e SD não formaram coligações para as candidaturas a Deputado Estadual.

### Coligações para candidatos a Deputado Federal
- PR/PROS
- Frente Popular I (PT/PSB/PCdoB)
- PMDB/PP/PSD/PTB/PSC
- Pacto pelo Rio de Janeiro e o Brasil (PSDB/DEM/PPS)
- Rio Solidário (PSL/SD)
- Frente Trabalhista e Solidária (PHS/PTN)
- Por um Rio melhor (PSDC/PMN/PTC)
- Renova Rio (PRP/PRTB/PPL)
- PRB, PDT, PSTU, PCB, PV, PSOL, PEN e PTdoB não formaram coligações para as candidaturas a Deputado Federal.

## Programa eleitoral
De acordo com a lei eleitoral, todas as redes de acesso gratuito de televisão e rádio devem reservar dois programas de 50 minutos por dia. O tempo reservado a cada um dos candidatos é determinado com base no número de assentos ocupados pelos partidos que correspondem a sua coligação na Câmara dos Deputados. Os programas eleitorais são considerados uma ferramenta-chave de campanha no Brasil, onde a televisão e o rádio são as principais fontes de informação para muitos eleitores. O horário eleitoral gratuito também inclui candidatos concorrendo a cargos como Governador, Deputados Estadual e Federal, e Senador.

### Primeiro turno
| Programas políticos | Programas políticos                      |
| ------------------- | ---------------------------------------- |
| Televisão           | 50 minutos às 13h e 20h30min diariamente |
| Rádio               | 50 minutos às 7h e às 12h diariamente    |

| Programação                                          | Programação                                | Programação                                                                                     |
| Segundas, Quartas, e Sextas                          | Terças, Quintas, e Sábados                 | Domingos                                                                                        |
| ---------------------------------------------------- | ------------------------------------------ | ----------------------------------------------------------------------------------------------- |
| Candidatos a Governador, Deputado Estadual e Senador | Candidatos a Presidente e Deputado Federal | Sem programas, mas com inserções de 15 ou 30 segundos pelo dia, assim como no restante dos dias |

## Pesquisas de Opinião

### Governador 1ºTurno
| Data           | Instituto | Candidato      | Candidato    | Candidato      | Candidato      | Candidato             | Candidato    | Candidato       | Candidato        | Candidato          |
| Data           | Instituto | Garotinho (PR) | Pezão (PMDB) | Crivella (PRB) | Lindbergh (PT) | Tarcísio Motta (PSOL) | Dayse (PSTU) | Ney Nunes (PCB) | Brancos ou Nulos | Nenhum ou Não sabe |
| -------------- | --------- | -------------- | ------------ | -------------- | -------------- | --------------------- | ------------ | --------------- | ---------------- | ------------------ |
| 17 de junho    | Ibope     | 18%            | 13%          | 16%            | 11%            | —                     | —            | —               | —                | —                  |
| 17 de julho    | Datafolha | 24%            | 14%          | 24%            | 12%            | 2%                    | 1%           | 0%              | 21%              | 12%                |
| 30 de julho    | Ibope     | 21%            | 15%          | 16%            | 11%            | 1%                    | 2%           | 1%              | 16%              | 7%                 |
| 15 de agosto   | Datafolha | 25%            | 16%          | 18%            | 12%            | 1%                    | 1%           | 1%              | 17%              | 10%                |
| 26 de agosto   | Ibope     | 28%            | 16%          | 18%            | 12%            | 3%                    | 1%           | 1%              | 15%              | 6%                 |
| 2 de setembro  | Ibope     | 27%            | 19%          | 17%            | 11%            | 3%                    | 1%           | 0%              | 14%              | 8%                 |
| 4 de setembro  | Datafolha | 28%            | 23%          | 18%            | 11%            | 3%                    | 1%           | 0%              | 10%              | 6%                 |
| 9 de setembro  | Ibope     | 26%            | 25%          | 17%            | 9%             | 2%                    | 0%           | 0%              | 14%              | 6%                 |
| 10 de setembro | Datafolha | 25%            | 25%          | 19%            | 12%            | 2%                    | 1%           | 0%              | 10%              | 6%                 |
| 23 de setembro | Ibope     | 26%            | 29%          | 17%            | 8%             | 2%                    | 1%           | 0%              | 10%              | 7%                 |
| 26 de setembro | Datafolha | 23%            | 31%          | 17%            | 12%            | 2%                    | 1%           | 0%              | 9%               | 5%                 |
| 29 de setembro | Ibope     | 24%            | 31%          | 16%            | 9%             | 1%                    | 1%           | 0%              | 12%              | 6%                 |
| 2 de outubro   | Datafolha | 21%            | 30%          | 17%            | 13%            | 6%                    | 1%           | 0%              | 8%               | 5%                 |
| 4 de outubro   | Datafolha | 25%            | 36%          | 22%            | 10%            | 6%                    | 1%           | 0%              | -                | -                  |

### Governador 2ºTurno
| 10 de Outubro | Gerp      | 36% | 44% | 11% | 9% |
| 16 de Outubro | Datafolha | 46% | 36% | 10% | 8% |
| 16 de Outubro | Ibope     | 45% | 38% | 12% | 5% |
| 20 de Outubro | Ibope     | 46% | 36% | 13% | 5% |
| 22 de Outubro | Ibope     | 46% | 37% | 12% | 5% |
| 23 de Outubro | Datafolha | 46% | 38% | 10% | 6% |

### Senador
| Data                   | Instituto | Candidato     | Candidato        | Candidato         | Candidato        | Candidato         | Candidato             | Candidato           | Candidato     | Candidato        | Candidato          |
| Data                   | Instituto | Romário (PSB) | Cesar Maia (DEM) | Carlos Lupi (PDT) | Lílian Sá (PROS) | Pedro Rosa (PSOL) | Sebastião Neves (PRB) | Eduardo Serra (PCB) | Heitor (PSTU) | Brancos ou Nulos | Nenhum ou Não sabe |
| ---------------------- | --------- | ------------- | ---------------- | ----------------- | ---------------- | ----------------- | --------------------- | ------------------- | ------------- | ---------------- | ------------------ |
| 17 de julho de 2014    | Datafolha | 29%           | 23%              | 5%                | 2%               | 2%                | 1%                    | 7%                  | 1%            | 14%              | 16%                |
| 30 de julho de 2014    | Ibope     | 24%           | 17%              | 3%                | 2%               | 3%                | 1%                    | 7%                  | 1%            | 24%              | 18%                |
| 16 de agosto de 2014   | Datafolha | 29%           | 23%              | 5%                | 1%               | 1%                | 1%                    | 8%                  | 1%            | 17%              | 15%                |
| 26 de agosto de 2014   | Ibope     | 37%           | 22%              | 3%                | 2%               | 2%                | 1%                    | 5%                  | 1%            | 17%              | 10%                |
| 4 de setembro de 2014  | Datafolha | 38%           | 25%              | 4%                | 2%               | 1%                | 1%                    | 6%                  | 0%            | 13%              | 11%                |
| 9 de setembro de 2014  | Ibope     | 44%           | 21%              | 3%                | 1%               | 1%                | 1%                    | 4%                  | 1%            | 15%              | 9%                 |
| 10 de setembro de 2014 | Datafolha | 43%           | 22%              | 5%                | 1%               | 1%                | 0%                    | 5%                  | 0%            | 10%              | 13%                |
| 23 de setembro de 2014 | Ibope     | 44%           | 21%              | 2%                | 2%               | 1%                | 1%                    | 2%                  | 0%            | 15%              | 11%                |
| 26 de setembro de 2014 | Datafolha | 48%           | 23%              | 3%                | 2%               | 1%                | 1%                    | 4%                  | 0%            | 13%              | 11%                |
| 29 de setembro de 2014 | Ibope     | 49%           | 18%              | 0%                | 3%               | 0%                | 0%                    | 2%                  | 0%            | 13%              | 9%                 |
| 4 de outubro de 2014   | Ibope     | 49%           | 19%              | 2%                | 3%               | 2%                | 1%                    | 2%                  | 0%            | 14%              | 9%                 |

## Resultado da eleição para governador

### Primeiro turno
| Candidatos a governador do estado | Candidatos a vice-governador | Número | Coligação | Votação   | Percentual |
| --------------------------------- | ---------------------------- | ------ | --- | --------- | ---------- |
| Luiz Fernando Pezão PMDB          | Francisco Dornelles PP       | 15     | O Rio em 1º Lugar (PMDB, PP, PSD, PSDB, DEM, PTB, SD, PSC, PPS, PEN, PHS, PMN, PRP, PSDC, PSL, PTC, PTN, PRTB, PPL) | 3.242.513 | 40,57%     |
| Marcelo Crivella PRB              | José Alberto Abreu PRB       | 10     | — | 1.619.165 | 20,26%     |
| Anthony Garotinho PR              | Márcio Garcia PR             | 22     | Aliança Republicana e Trabalhista (PR, PROS, PTdoB)                                                                 | 1.576.511 | 19,73%     |
| Lindbergh Farias PT               | Roberto Rocco PV             | 13     | Frente Popular (PT, PV, PSB, PCdoB)                                                                                 | 798.897   | 10,00%     |
| Tarcísio Motta PSOL               | José Renato da Costa PSOL    | 50     | — | 712.734   | 8,92%      |
| Dayse Oliveira PSTU               | Marília Macedo PSTU          | 16     | — | 33.442    | 0,42%      |
| Ney Nunes PCB                     | Heitor César de Oliveira PCB | 21     | — | 8.950     | 0,11%      |

### Segundo turno
| Candidatos a governador do estado | Candidatos a vice-governador | Número | Coligação | Votação   | Percentual |
| --------------------------------- | ---------------------------- | ------ | --- | --------- | ---------- |
| Luiz Fernando Pezão PMDB          | Francisco Dornelles PP       | 15     | O Rio em 1º Lugar (PMDB, PP, PSD, PSDB, DEM, PTB, SD, PSC, PPS, PEN, PHS, PMN, PRP, PSDC, PSL, PTC, PTN, PRTB, PPL) | 4.343.298 | 55,78%     |
| Marcelo Crivella PRB              | José Alberto Abreu PRB       | 10     | — | 3.442.713 | 44,22%     |

## Resultado da eleição para senador
| Candidatos a senador da República | Candidatos a suplente de senador                             | Número | Coligação | Votação   | Percentual |
| --------------------------------- | ------------------------------------------------------------ | ------ | --- | --------- | ---------- |
| Romário Faria PSB                 | João Batista Lemos PCdoB Vivaldo Barbosa PSB                 | 400    | Frente Popular (PT, PV, PSB, PCdoB)                                                                                 | 4.689.963 | 63,43%     |
| Cesar Maia DEM                    | Ronaldo Cezar Coelho PSD Jorge Coutinho PMDB                 | 255    | O Rio em 1º Lugar (PMDB, PP, PSD, PSDB, DEM, PTB, SD, PSC, PPS, PEN, PHS, PMN, PRP, PSDC, PSL, PTC, PTN, PRTB, PPL) | 1.514.727 | 20,51%     |
| Líliam Sá PROS                    | Noberto Coelho de Mattos PROS Fernando William Ferreira PROS | 901    | Aliança Republicana e Trabalhista (PR, PROS, PTdoB)                                                                 | 507.872   | 6,88%      |
| Sebastião Neves PRB               | Paulo Amendola de Souza PRB Maria Landerleide Duarte PRB     | 100    | — | 301.162   | 4,08%      |
| Carlos Lupi PDT                   | Sheila Gama PDT Arildo Matos Teles PDT                       | 123    | — | 228.086   | 3,09%      |
| Pedro Rosa PSOL                   | Ana Cristina Carvalhaes PSOL Carlos Eduardo Nascimento PSOL  | 500    | — | 137.652   | 1,86%      |
| Heitor Fernandes Filho PSTU       | Vânia Gobetti PSTU Lauson Regis da Conceição PSTU            | 161    | — | 11.444    | 0,15%      |

## Deputados federais eleitos
Pelo Rio de Janeiro foram eleitos quarenta e seis (46) deputados federais.

Representação eleita
  PMDB: 8
  PR: 6
  PSD: 6
  PT: 5
  PP: 3
  PSOL: 3
  PRB: 2
  PROS: 2
  PTB: 2
  SD: 2
  PSDB: 1
  PSB: 1
  PCdoB: 1
  DEM: 1
  PDT: 1
  PSDC: 1
  PRP: 1

Fonteː
| Candidato                          | Votos   | % |
| ---------------------------------- | ------- | - |
| Jair Bolsonaro (PP)                | 464.572 | % |
| Clarissa Garotinho (PR)            | 335.061 | % |
| Eduardo Cunha (PMDB)               | 232.708 | % |
| Chico Alencar (PSOL)               | 195.964 | % |
| Leonardo Picciani (PMDB)           | 180.741 | % |
| Pedro Paulo (PMDB)                 | 162.403 | % |
| Jean Wyllys (PSOL)                 | 144.770 | % |
| Roberto Sales (PRB)                | 124.087 | % |
| Marco Antônio Cabral (PMDB)        | 119.584 | % |
| Otavio Leite (PSDB)                | 106.398 | % |
| Felipe Bornier (PSD)               | 105.517 | % |
| Sóstenes Cavalcante (PSD)          | 104.697 | % |
| Washington Reis (PMDB)             | 103.190 | % |
| Rosângela Gomes (PRB)              | 101.686 | % |
| Júlio Lopes (PP)                   | 96.796  | % |
| Índio da Costa (PSD)               | 91.523  | % |
| Alessandro Molon (PT)              | 87.003  | % |
| Hugo Leal (PROS)                   | 85.449  | % |
| Glauber Braga (PSB)                | 82.236  | % |
| Cristiane Brasil (PTB)             | 81.617  | % |
| Jandira Feghali (PCdoB)            | 68.531  | % |
| Dr. João (PR)                      | 65.624  | % |
| Simão Sessim (PP)                  | 58.825  | % |
| Celso Pansera (PMDB)               | 58.534  | % |
| Miro Teixeira (PROS)               | 58.409  | % |
| Aureo (SD)                         | 58.117  | % |
| Sergio Zveiter (PSD)               | 57.587  | % |
| Arolde de Oliveira (PSD)           | 55.380  | % |
| Rodrigo Maia (DEM)                 | 53.167  | % |
| Chico d'Ângelo (PT)                | 52.809  | % |
| Cabo Daciolo (PSOL)                | 49.831  | % |
| Luiz Sérgio (PT)                   | 48.903  | % |
| Alexandre Serfiotis (PSD)          | 48.879  | % |
| Deley (PTB)                        | 48.874  | % |
| Soraya Santos (PMDB)               | 48.204  | % |
| Benedita da Silva (PT)             | 48.163  | % |
| Paulo Feijó (PR)                   | 48.058  | % |
| Marcelo Matos (PDT)                | 47.370  | % |
| Fernando Jordão (PMDB)             | 47.188  | % |
| Francisco Floriano (PR)            | 47.157  | % |
| Marcos Soares (PR)                 | 44.440  | % |
| Altineu Cortes (PR)                | 40.593  | % |
| Fabiano Horta (PT)                 | 37.989  | % |
| Ezequiel Teixeira (SD)             | 35.701  | % |
| Luiz Carlos Ramos do Chapéu (PSDC) | 33.221  | % |
| Alexandre Valle (PRP)              | 26.526  | % |

## Deputados estaduais eleitos
No Rio de Janeiro foram eleitos setenta (70) deputados estaduais.

Representação eleita
  PMDB: 15
  PSD: 8
  PR: 7
  PT: 6
  PSOL: 5
  PP: 4
  PDT: 3
  SD: 3
  PRB: 2
  PSDB: 2
  PTB: 2
  PPS: 2
  PSL: 2
  PSC: 1
  PTN: 1
  PTC: 1
  PCdoB: 1
  PSDC: 1
  PTdoB: 1
  PSB: 1
  PRTB: 1
  PHS: 1

Fonteː
| Candidato                           | Votos   | % |
| ----------------------------------- | ------- | - |
| Marcelo Freixo (PSOL)               | 350.408 | % |
| Wagner Montes (PSD)                 | 208.814 | % |
| Flávio Bolsonaro (PP)               | 160.359 | % |
| Samuel Malafaia (PSD)               | 140.148 | % |
| Paulo Melo (PMDB)                   | 125.391 | % |
| Nivaldo Mulim (PR)                  | 93.192  | % |
| Fábio Silva (PMDB)                  | 82.168  | % |
| André Corrêa (PSD)                  | 81.364  | % |
| Jorge Picciani (PMDB)               | 76.590  | % |
| Cidinha Campos (PDT)                | 75.492  | % |
| Dionísio Lins (PP)                  | 75.405  | % |
| Pedro Fernandes Neto (SD)           | 75.366  | % |
| Tia Ju (PRB)                        | 74.803  | % |
| Carlos Osorio (PMDB)                | 70.835  | % |
| Domingos Brazão (PMDB)              | 70.314  | % |
| Lucinha (PSDB)                      | 65.760  | % |
| Gustavo Tutuca (PMDB)               | 64.248  | % |
| Rafael Picciani (PMDB)              | 63.073  | % |
| Carlos Macedo (PRB)                 | 62.088  | % |
| Edson Albertassi (PMDB)             | 61.549  | % |
| Bebeto (SD)                         | 61.082  | % |
| Zeidan (PT)                         | 60.810  | % |
| Bernardo Rossi (PMDB)               | 56.806  | % |
| Daniele Guerreiro (PMDB)            | 55.821  | % |
| Waguinho (PMDB)                     | 53.835  | % |
| Martha Rocha (PSD)                  | 52.698  | % |
| Márcio Pacheco (PSC)                | 50.344  | % |
| Christino Áureo (PSD)               | 50.168  | % |
| Doutor Deodalto (PTN)               | 48.496  | % |
| Pedro Augusto (PMDB)                | 48.345  | % |
| André Lazaroni (PMDB)               | 44.473  | % |
| Benedito Alves (PMDB)               | 44.381  | % |
| Rosenverg Reis (PMDB)               | 43.045  | % |
| Thiago Pampolha (PTC)               | 41.897  | % |
| Luiz Paulo (PSDB)                   | 39.992  | % |
| Carlos Minc (PT)                    | 39.865  | % |
| Luiz Martins (PDT)                  | 39.309  | % |
| Marcus Vinícius Neskau (PTB)        | 39.192  | % |
| Filipe Soares (PR)                  | 39.058  | % |
| Carlos Alberto Lavrado Cupello (SD) | 38.851  | % |
| Farid Abrahão David (PTB)           | 38.342  | % |
| Iranildo Campos (PSD)               | 36.914  | % |
| Waldeck (PT)                        | 36.755  | % |
| José Luiz Nanci (PPS)               | 36.356  | % |
| Comte Bittencourt (PPS)             | 36.155  | % |
| Bruno Dauaire (PR)                  | 35.645  | % |
| Marcia Jeovani (PR)                 | 34.870  | % |
| Márcio Canella (PSL)                | 34.495  | % |
| Rogério Lisboa (PR)                 | 34.030  | % |
| Enfermeira Rejane (PCdoB)           | 33.990  | % |
| Jorge Felippe Neto (PSD)            | 32.066  | % |
| João Peixoto (PSDC)                 | 31.243  | % |
| André Ceciliano (PT)                | 31.207  | % |
| Doutor Sadinoel (PT)                | 30.504  | % |
| Zaqueu (PT)                         | 30.304  | % |
| Milton Rangel (PSD)                 | 28.957  | % |
| Marcos Abrahão (PTdoB)              | 28.777  | % |
| Jair Bittencourt (PR)               | 28.133  | % |
| Jânio Mendes (PDT)                  | 28.012  | % |
| Renato Cozzolino (PR)               | 26.697  | % |
| Átila Nunes Filho (PSL)             | 25.042  | % |
| Zito (PP)                           | 24.491  | % |
| Wanderson Nogueira (PSB)            | 20.073  | % |
| Paulo Ramos (PSOL)                  | 18.732  | % |
| José Luiz Anchite (PP)              | 17.401  | % |
| Graça Pereira (PRTB)                | 16.876  | % |
| Flávio Serafini (PSOL)              | 16.117  | % |
| Eliomar Coelho (PSOL)               | 14.144  | % |
| Marcos Miller (PHS)                 | 12.929  | % |
| Doutor Julianelli (PSOL)            | 11.805  | % |

## Debates na TV

### Governador

#### 1º Turno
O primeiro debate com os candidatos ao Governo do Estado aconteceu em 19 de agosto de 2014, promovido pela Band Rio e com parceria do Twitter, foi o primeiro debate a contar com participação dos usuários do microblog, os eleitores ainda puderam participar através de perguntas enviadas pelo aplicativo WhatsApp. O segundo ocorreu em 2 de setembro, promovido pela RedeTv!, Jornal O Dia e portal IG. Ambos os debates foram realizados no teatro Oi Casa Grande, no bairro do Leblon. O terceiro debate, promovido pela Record, foi realizado nos estúdios da emissora em 26 de setembro. O quarto e último ocorreu em 30 de setembro, nos estúdios da Rede Globo.
| Data                   | Organizadores                    | Mediador         | Anthony Garotinho (PR) | Luiz Fernando Pezão (PMDB) | Marcelo Crivella (PRB) | Lindberg Farias (PT) | Tarcísio Motta (PSOL) | Dayse Oliveira (PSTU) | Ney Nunes (PCB) |
| ---------------------- | -------------------------------- | ---------------- | ---------------------- | -------------------------- | ---------------------- | -------------------- | --------------------- | --------------------- | --------------- |
| 19 de agosto de 2014   | Band Rio                         | Sérgio Costa     | Presente               | Presente                   | Presente               | Presente             | Presente              | Não convidado         | Não convidado   |
| 2 de setembro de 2014  | RedeTV!, Portal IG, Jornal O Dia | Amanda Klein     | Presente               | Presente                   | Presente               | Presente             | Presente              | Não convidado         | Não convidado   |
| 26 de setembro de 2014 | Record Rio                       | Gustavo Marques  | Presente               | Presente                   | Presente               | Presente             | Presente              | Não convidado         | Não convidado   |
| 30 de setembro de 2014 | TV Globo Rio de Janeiro          | Ana Paula Araújo | Presente               | Presente                   | Presente               | Presente             | Presente              | Não convidado         | Não convidado   |

#### 2° turno
Ao contrário do primeiro, o segundo turno teve apenas dois debates, o primeiro foi a 9 de outubro promovido pela Band Rio e realizado no Teatro Oi Casa Grande, o segundo e último foi promovido pela TV Globo em 23 de outubro nos estúdios da emissora.
| Data                  | Organizadores | Mediador         | Pezão (PMDB) | Crivella (PRB) |
| --------------------- | ------------- | ---------------- | ------------ | -------------- |
| 9 de Outubro de 2014  | Band Rio      | Sérgio Costa     | Presente     | Presente       |
| 23 de outubro de 2014 | TV Globo      | Ana Paula Araújo | Presente     | Presente       |